# Nowki I
Nowki I, Nowki-1 (ros. Новки I, Новки-1) – węzłowa stacja kolejowa w miejscowości Nowki, w rejonie kamieszkowskim, w obwodzie włodzimierskim, w Rosji. Węzeł nowego szlaku Kolei Transsyberyjskiej z linią do Iwanowa.

## Historia
Stacja powstała w czasach carskich na linii Moskwa – Niżny Nowogród, pomiędzy stacjami Propasti i Kowrow I. Kolejną stacją na linii do Iwanowa było wówczas Sawino.